# Santuario Nacional de Calipuy
El Santuario Nacional de Calipuy es el hogar de la mayor cantidad de guanacos del Perú. Actualmente, esta reserva debe enfrentar los embates de la caza ilegal y la apropiación de tierras pertenecientes a la zona intangible. En esta, como en otras situaciones, la acción del turismo sostenible es inminente.

## Reservas naturales
Han sido definidas en la Ley de ANP (1997) como: "Áreas destinadas a la conservación de la flora y fauna silvestre, en beneficio de las poblaciones rurales vecinas. El uso y comercialización de recursos se hará bajo planes de manejo, aprobados y supervisados por la autoridad y conducidos por los mismos beneficiarios. Pueden ser establecidas sobre suelos de capacidad de uso mayor agrario, pecuario, forestal o de protección y sobre humedales".

## Objetivo
- Conservar y proteger los últimos relictos de poblaciones silvestres de guanacos (Lama guanicoe) así como la flora y la fauna silvestres del área.
- Mantener y manejar las condiciones funcionales de las cuencas hidrográficas de Santa y Chao, de modo que asegure la captación, flujo y calidad del agua y se controle la erosión y sedimentación.
- Proporcionar medios y oportunidades para actividades educativas, desarrollo de la investigación científica y monitoreo del estado del ambiente.
- Proporcionar oportunidades para la recreación y el esparcimiento al aire libre, así como para el desarrollo del ecoturismo.

## Ubicación
Departamento de La Libertad, provincia de Santiago de Chuco y Virú, distrito de Santiago de Chuco y Chao. Vertiente Occidental de la Cordillera Norte del país.

## Extensión
64 000 hectáreas.

## Historia
Al igual que el Santuario, los orígenes de la Reserva se remontan a la década del sesenta, cuando los terrenos que actualmente comprenden la zona intangible pertenecían a hacendados particulares. La Reserva, en efecto, era una hacienda que albergaba más de 10 000 cabezas de ganado, propiedad de la Familia Ganoza de Trujillo, siendo su último administrador Don César Alfonso Ganoza Marcello, casado con Doña Mirna Loizate Portillo de Ganoza quienes vivieron y administraron la hacienda hasta la reforma agraria. Sin embargo, debido a la reforma agraria de 1969, la hacienda se estatizó y pasó a manos de los trabajadores, quienes formaron la Sociedad Agraria de Interés Social (SAIS), siendo a partir de entonces los únicos administradores de los bienes y recursos de la exhacienda. El territorio de esta sociedad comprendía los predios de Calipuy y Ocoruro, ocupando 117 650 hectáreas, donde, por iniciativa de la SAIS, se reservó una zona de 3000 hectáreas para la protección del guanaco, lo cual derivaría en fines turísticos futuros. A esta zona se le denominó “reservada” (octubre de 1972). Para la correcta protección de esta área respecto al ganado de la SAIS, se levantaron muros de piedra; SAIS, mucho antes que INRENA apareciera, ya tenía cuidados especiales en la zona.
La propuesta del establecimiento del “Santuario Nacional del Guanaco” hecha por la Dirección General Forestal y Caza del Ministerio de Agricultura vendría en enero de 1974 y haría mención de los terrenos de Guanacón, Huagalpampa y la Vaquería El Temple, permitiéndose el pastoreo del ganado de la SAIS. También se propuso el “Santuario de la Puya”; sin embargo, la llegada del terrorismo destruyó la SAIS y con ello el trabajo conjunto de esta institución con el Ministerio de Agricultura.
El terrorismo acabó con el cuidado de la zona y permitió que se invadiera el área intangible por migraciones provenientes de todos los puntos cercanos a Calipuy. Recién en junio de 1996 los gobernadores de Carpabamba, Calipuy, Camishpampa y Caypanda notificaron a estos invasores, abriendo así el camino a la recuperación de la zona intangible. Finalmente, a mediados del 2001, luego que el INRENA por largo tiempo no hiciera efectivo el control en la zona, al fin se hace cargo en definitivo de la administración de ambas áreas (el Santuario y la Reserva), iniciando así una serie de acciones orientadas a la recuperación de las áreas.

## Administración
Está a cargo de SERNANP. La Ley de áreas naturales protegidas (ley N° 26834) y el Decreto Supremo N° 038-2001-AG, amparan a INRENA para ejercer sobre estas zonas.
In situ, tanto el Santuario Nacional como la Reserva Nacional de Calipuy cuentan con una única administración, conformada por un jefe, 3 guardaparques y un coordinador. 
La Reserva cuenta con dos puestos de control hábiles, uno ubicado en Pampa Guanacón y otro por el cerro Las Botijas, ya llegando a la zona de Llamacate. Ambos puestos se encuentran en la zona norte del área protegida.
Además, no cuenta aún con un Plan Maestro.

## Accesibilidad
- De Lima a Santiago de Chuco: desde Lima hasta Trujillo el recorrido es de 560 kilómetros.

## Centros poblados
Son 22 los que se localizan dentro del espacio comprendido por el Santuario y la Reserva Nacional de Calipuy, contándose un total de 5000 habitantes. La actividad económica es netamente agrícola y ganadera, utilizándose animales de carga para el transporte.
Las comunidades aledañas al Santuario son El Molle, con aproximadamente 60 familias, Quiguir, con 60 familias, Cachubamba, con 70 familias, Cusipampa, que se encuentra entre ambas áreas protegidas, Uningambal con 100 familias y Mungurral, con 40 familias, perteneciendo estas dos últimas comunidades a la provincia de Julcán. La comunidad de Collayguida se encuentra asentada en el interior de la Reserva y cuenta con 70 familias es su territorio. 

## Geografía
La altitud oscila entre los 3600 y 4300 m s. n. m.

### Ecorregiones
Páramo de Cordillera central

### Zonas de vida
Estepa-montano tropical, matorral desértico-tropical, matorral desértico-montano tropical, matorral desértico- montano bajo tropical, matorral desértico-premontano tropical, desierto preárido-premontano tropical, desierto superárido- premontano tropical.

### Topografía y suelos
Relieve ondulado de laderas levemente pendientes. La unidad edáfica en el área es el litosol desértico arcilloso, pedregoso y calcáreo. 

### Hidrografía
La red hidrográfica es de régimen temporal, afluyendo las aguas de los pequeños ríos de la zona a los grandes ríos Santa y Chao. 

### Clima
La época de invierno va de junio a agosto, siendo la precipitación en estos meses entre 280 a 500 mm. De noviembre a marzo la lluvia sube hasta 1200 mm de precipitación. La mejor temporada de visita, por supuesto, es en invierno. La temperatura promedio es, en la parte alta, de –5 °C a 18 °C, y en la baja de 12 °C a 28 °C.

## Biodiversidad

### Fauna
- Mamíferos: oso de anteojos (Tremarctos ornatus), puma (Puma concolor), zorro costeño (Pseudalopex sechurae), vizcacha (Lagidium peruanum).

#### El guanaco
Aunque se han hecho esfuerzos para su conservación, actualmente quedan alrededor de 500 ejemplares de la especie en toda la Reserva, siendo esta cantidad la mayor que queda en todo el Perú. Considerada como vulnerable por la Unión Mundial para la Naturaleza, esta especie viene siendo intensamente cazada desde la década de 1960, cuando se estimaba había aún una población de 1000 ejemplares. Sumado a la cacería, el pastoreo ilegal de ganado vacuno en la zona ha contribuido a que otros tantos guanacos mueran a causa de las enfermedades que los ganados les transmiten. 
En la Reserva, los lugares de mayor concentración de guanacos son Huagalpampa y Guanacón, donde habitan cerca de 100 individuos.
Respecto a sus características naturales, los guanacos pertenecen a la familia de los camélidos, viven en grupos compuestos generalmente por un macho y cinco hembras (pocas veces acompañados de juveniles), siendo el total de los integrantes de un grupo aproximadamente entre 6 y 12 integrantes; también, aunque parezca contradictorio con la versión de un macho y cinco hembras, existen grupos de machos conformados por 20 o 25 individuos. También se puede encontrar machos solitarios que buscan aparearse con las hembras cuando estas entran en temporada de celo, entre mayo y junio. 
Los guanacos de Calipuy han adquirido una peculiar forma de adaptación al ambiente en el que viven: estos animales ramonean las hojas de los arbustos al momento de alimentarse, no como los demás que solamente pastan. 
- Aves: cóndor (Vultur gryphus), gallinazo de cabeza roja (Cathartes aura jota), gallinazo de cabeza negra (Coragyps atratus), loro de frente roja (Aratinga wagleri), perdiz (Nothoprocta ornata), lique lique (Vanellus resplendens) y tórtola cordillerana (Metriopelia melanoptera).
- Reptiles: jergón (Bothrops sp.) y casalillo (Micrurus sp.)

En su mayor parte, las plantas son medianas y pequeñas, así como semileñosas y herbáceas, las cuales se distribuyen sobre terrenos de tipo pedregoso o rocoso. La vegetación es más abundante sobre las laderas de los cerros, principalmente las semileñosas que conforman arbustos de porte mediano, oscilando entre los 0,60 m  y 1,50 m de altura. En etapa de floración predomina la coloración amarilla y violeta. Las adaptaciones a la altura y posiblemente a los efectos de la sequía se aprecian en aquellas plantas que presentan desarrollo progresivamente horizontal, tallo corto y fuerte; y raíces profundas.

## Turismo
Aunque el área goza de potencial turístico, esta actividad es casi inexistente. Los únicos visitantes ocasionales son estudiantes escolares y universitarios provenientes de Santiago de Chuco y Trujillo.
Sin embargo, dentro de la Reserva se puede realizar caminatas, ciclismo de montaña, camping, toma de fotografías, filmaciones y estudios de investigación.

## Problemática
- Respecto al turismo: la zona no cuenta con infraestructura básica turística. Tampoco hay planes para realizar actividades de turismo organizado, ni tampoco hay señalización del lugar. El área definitivamente no produce ingresos por concepto de turismo.
- Invasión de terrenos y presencia de ganado: luego de la etapa del terrorismo, pobladores de distintos lados del país invadieron los terrenos de la Reserva y establecieron el poblado de Collayguida, el cual no cuenta con ninguna titulación de tierras. Este poblado, ubicado en la parte oeste del área protegida, alberga a 70 familias, teniendo cada una un promedio de entre 15 a 20 vacas y 80 ovejas; estos animales domésticos, al adquirir enfermedades como la fiebre aftosa, las contagian a los guanacos, poniéndolos en permanente peligro de muerte. Así que, además de invadir los espacios naturales de esta especie de camélido, los invasores ponen en constante peligro de muerte a las especies endémicas.
- Caza clandestina: se comercializa la carne de guanaco y venado, y ocasionalmente se matan también pumas y osos de anteojos. Los pobladores que habitan en el interior de la Reserva muchas veces cazan estos animales para su propio consumo.
- Falta de vigilancia y control por insuficiente personal e infraestructura: sólo hay tres guarda parques en la región, quienes pueden vigilar el 10% de toda la Reserva y el 40% de toda la población de guanacos.

### Amenazas futuras
- Aumento demográfico en la zona.
- Aumento de la minería en la zona de amortiguamiento.

## Datos importantes
- Sede administrativa: Jefatura de la Reserva.
- Oficina Central: Calle Gustavo Pinillos Nº 853 - Santiago de Chuco- La Libertad.
- Teléfono: (51) 975564377
- Horario de atención: L - V 8:30 - 13:00 / 15:00-18:30
- Correo: ezavaleta@sernanp.gob.pe
- Web: https://web.archive.org/web/20120415064442/http://www.sernanp.gob.pe/sernanp/zonaturismoi.jsp?ID=39

## Observaciones
- Dentro de la Reserva se encuentra un albergue y un puesto policial.
- Si se quiere tomar fotografías o filmaciones a nivel profesional, se debe pagar el 10% de una UIT y remitir a SERNANP la correspondiente solicitud, adjuntando el plan de trabajo y la ficha del personal técnico.
- El ingreso a la Reserva es semirrestringido.